# Lago di Nembia
Der Lago di Nembia (deutsch Nembiasee) ist ein kleiner Bergsee im Trentino, Italien. Er liegt am nördlichen Rand der Äußeren Judikarien im Banale im Naturpark Adamello-Brenta und ist eingebettet von den östlichen Ausläufern der Brentagruppe im Westen sowie der Gazza-Paganella-Gruppe im Osten.

## Entstehung und Geographie
Der Lago di Nembia befindet sich etwa einer Senke einen Kilometer südwestlich des bekannteren Lago di Molveno, von dem er ursprünglich unterirdisch gespeist wurde. Er entstand nach der letzten Kaltzeit infolge eines Bergrutsches, der auch zur Bildung des  Molvenosees geführt hat.
Eine 2020 veröffentlichte Studie geht davon aus, dass der Bergsturz sich vor etwa 4800 Jahren zugetragen haben muss, als vom nordwestlich des Lago di Nembia liegenden Monte Soran etwa 600 Millionen m³ Gestein zu Tal stürzten und das Tal auf einer Länge von etwa 3 Kilometern aufschütteten. In der Vergangenheit ging man davon aus, dass das Ereignis nicht durch einen einzigen, sondern durch mehrere Bergstürze verursacht wurde.
In der Mitte des 19. Jahrhunderts beschrieb ihn Joseph Victor von Scheffel während seiner Italienreise, als er unerwartet auf dem Weg nach Molveno vor dem kleinen See stand. Ottone Brentari definierte den Nembiasee um die Jahrhundertwende als „Pfütze“, der mit seinem so gut wie vegetationslosen Ufer in einer fast Afrika ähnelnden Landschaft liege.
Anfang der 1950er Jahre trocknete der See aus, nachdem sein unterirdischer Zulauf vom Molvenosee für die Wasserkraftnutzung abgeleitet worden war. In der Folge wuchs das Seebett vollständig zu. 1995 begann ein von Enel gestartetes Projekt, das die Rückgewinnung des Nembiasees zum Ziel hatte. Zu dem Zweck wurde die nördlich liegende Staumauer am Südende des Molvenosees abgetragen, das Seebett des Nembiasees geplättet und abgedichtet. Über einen künstlichen angelegten Abfluss vom Molvenosee wurde der Nembiasee anschließend wieder gefüllt. Nach Abschluss der Arbeiten ließ die Autonome Provinz Trient das Ufer renaturieren. In Zusammenarbeit mit dem WWF richtete Enel die „Naturoase Nembia“ mit einem etwa 3 Kilometer langen ausgeschilderten Rundkurs ein.
Am Lago di Nembia führt die Staatsstraße  SS 421 „dei Laghi di Molveno e Tenno“ vorbei.

## Fischfauna
Nach seiner Renaturierung wurden Anfang der 2010er Jahre Fische in den Lago di Nembia ausgesetzt. Seitdem sind im See die Europäische Äsche, Felche und Forelle heimisch.